# Réserve écologique des Caribous-de-Jourdan
Die Réserve écologique des Caribous-de-Jourdan ist ein im Jahr 1994 eingerichtetes, 712 ha großes Schutzgebiet im Süden der kanadischen Provinz Québec, in der regionalen Grafschaftsgemeinde La Vallée-de-l’Or.
Es liegt 30 km südlich des Hauptortes, nordwestlich des Lac Jourdan am Nordufer des Ottawa.
Das Schutzgebiet wurde eingerichtet, um eine der drei verbliebenen Karibuherden im Süden der Provinz zu schützen. Die anderen beiden Herden findet man im Parc national des Grands-Jardins und im Parc national de la Gaspésie. Die Herde überwintert in dem Gebiet, daher ist das Ökosystem in der Abitibi-Ebene von großer Bedeutung, das sich hier bereits Richtung James Bay absenkt. Diese Bucht wiederum ist die südlichste der Hudson Bay. Das Schweifgebiet der Herde umfasst ein Gebiet von etwa 1200 km². Es liegt einige Kilometer südlich von Val-d’Or, an der Grenze der Réserve faunique La Vérendrye, einem Tierschutzgebiet. Die Herde schrumpft seit den 1950er Jahren kontinuierlich und so besteht sie heute nur noch aus etwa 40 Tieren. Vor allem die Zerstörung und Zerschneidung ihres Lebensraums durch Straßen, Siedlungen, landwirtschaftliche Betriebe und Industrieanlagen, aber auch Jagd und Wilderei, Verkehrsunfälle und die Unruhe, die Menschen in die Herde bringen, haben die Herde an den Rand der Ausrottung gebracht.

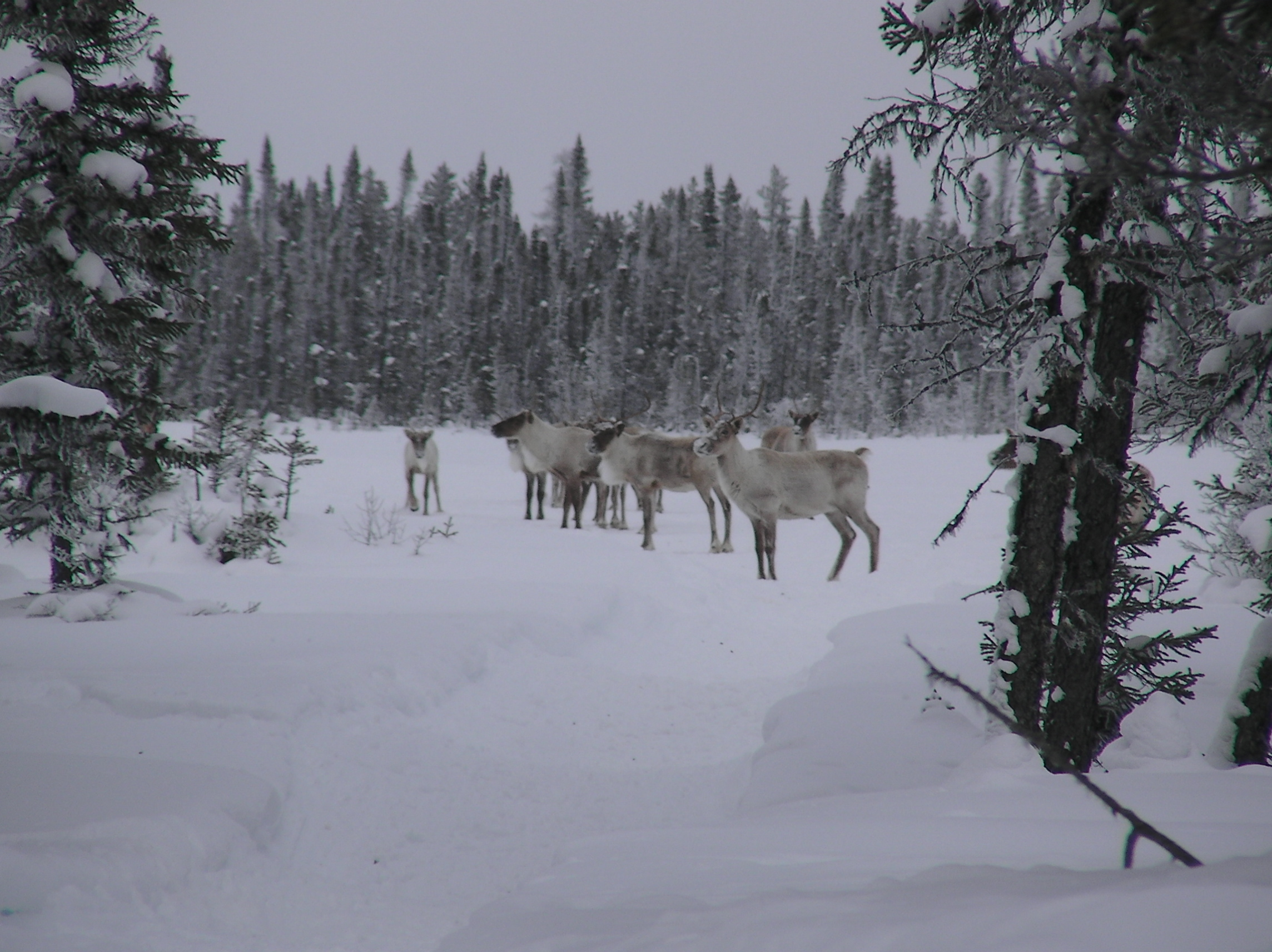
Karibus im Winter in der Gegend der James Bay

Auf die sehr alten Felsen aus Granit brachten die Eiszeiten Ablagerungen verschiedener Art, so dass dort heute Podsol die häufigste Bodenart ist. Darauf wachsen Tannen, Kiefern, wie die Banks-Kiefer, und Fichten.